# Wendy Young
Wendy B. Young es una química y ejecutiva farmacéutica estadounidense que actualmente trabaja en la Genentech.

## Educación
Recibió su licenciatura y maestría de la universidad de Wake Forest, trabajando con el profesor Huw Davies.  Fue coautora de una aplicación temprana de la inserción de carbenoides de rodio (II) de Davies: la química de reordenamiento de Cope, que condujo a la síntesis total de tres productos naturales de tropano pequeño. Obtuvo su doctorado en Princeton en 1993, trabajó con Edward C. Taylor en heterociclos derivados de pigmentos naturales, uno de los cuales finalmente se convirtió en pemetrexed (Alimta), un tratamiento oncológico.  En su beca postdoctoral con Samuel Danishefsky, Young estaba entre uno de los pocos grupos a mediados de la década de 1990 para sintetizar paclitaxel (Taxol), un producto natural terpenoide altamente oxigenado utilizado para tratar el cáncer. 

## Carrera
A pesar de las múltiples ofertas de empleo en la costa este de los Estados Unidos, eligió permanecer en el área de la Bahía de San Francisco. De 1995 a 2006, trabajó en Celera Genomics, estudiando compuestos inhibidores de proteínas plasmáticas humanas como la calicreína y los Factores de la coagulación VIIa y IXa. Fue reclutada por Genentech en 2006, y en 2018 fue promovida a Vicepresidente Senior de descubrimiento de medicamentos de Molécula Pequeña. Uno de sus principales éxitos de investigación fue el desarrollo de una campaña química contra la tirosina quinasa de Bruton, que condujo a moléculas para tratar potencialmente la artritis reumatoide y los linfomas de células B.  Su equipo desarrolló fenebrutinib, actualmente en ensayos de Fase II para varios trastornos autoinmunes.

## Premios
- 2018 - William S. Johnson Symposium, Universidad de Stanford[11]
- 2017 - Elegida Presidenta de la División de Química Médica de ACS[12][13]
- 2015 - "La mujer más influyente de 2015" - San Francisco Business Times[14]
- 1995 - Beca postdoctoral de la Sociedad Americana del Cáncer
- 1993 - Premio a la mejor tesis de HW Dodds, Universidad de Princeton